# Love and Rockets (гурт)
Love and Rockets (англ. Кохання і ракети, названий на честь коміксу Love and Rockets) — англійський рок-гурт, заснований у 1985 році колишніми учасниками Bauhaus: Денієлом Ешом, Кевіном Гаскінсом і Девідом Гаскінсом. Грав головним чином у жанрі альтернативного року.

## Склад
- Денієл Еш (Daniel Ash) — спів, гітара, саксофон
- Кевін Гаскінс (Kevin Haskins) — ударні, синтезатор
- Девід Джон Гаскінс (David John Haskins) — спів, бас-гітара

## Дискографія

### Студійні альбоми
- 1985 – Seventh Dream of Teenage Heaven (Beggar's Banquet/RCA)
- 1986 – Express #72 U.S. (Beggar's Banquet/Big Time)
- 1987 – Earth, Sun, Moon #64 U.S. (Beggar's Banquet/Big Time)
- 1989 – Love And Rockets #14 U.S. (Beggar's Banquet/RCA)
- 1994 – Hot Trip to Heaven (American)
- 1996 – Sweet F.A. #172 U.S. (American)
- 1998 – Lift (Red Ant)

### Збіркитаживі альбоми
- 2003 – Sorted! The Best of Love and Rockets (Beggars UK/Ada)
- 2003 – So Alive (наживо) (Psychobaby)

### Відеозбірки
- 1990 – The Haunted Fishtank (Harvey Zajac Films)[1] (містить відео до більшості окремків).

### Окремки
- 1985 «Ball of Confusion»
- 1985 «If There's a Heaven Above»
- 1986 «Kundalini Express»
- 1986 «Yin and Yang (The Flowerpot Man)»
- 1987 «The Light»
- 1987 «All in My Mind» (#49 U.S. Album Oriented Rock — AOR)
- 1987 «No New Tale to Tell» (#18 U.S. AOR)
- 1988 «Mirror People»
- 1988 «The Bubblemen Are Coming»
- 1988 «Lazy»
- 1989 «Motorcycle» (#20 U.S. Modern Rock Tracks — MR)
- 1989 «So Alive» (#79 UK, #3 U.S., #1 U.S. MR, #9 U.S. AOR, #20 w/ «Bike Dance» U.S. Dance)
- 1989 «Rock & Roll Babylon» (#29 U.S. MR)
- 1989 «No Big Deal» (#19 U.S. MR, #82 U.S.)
- 1994 «This Heaven»
- 1994 «Body and Soul»
- 1996 «The Glittering Darkness»
- 1996 «Fever»
- 1996 «Sweet Lover Hangover» (#10 U.S. MR)
- 1998 «Resurrection Hex» (#36 U.S. Dance)
- 1998 «Holy Fool»
- 1998 «RIP 20 °C.»